# 下菲爾杜鄉

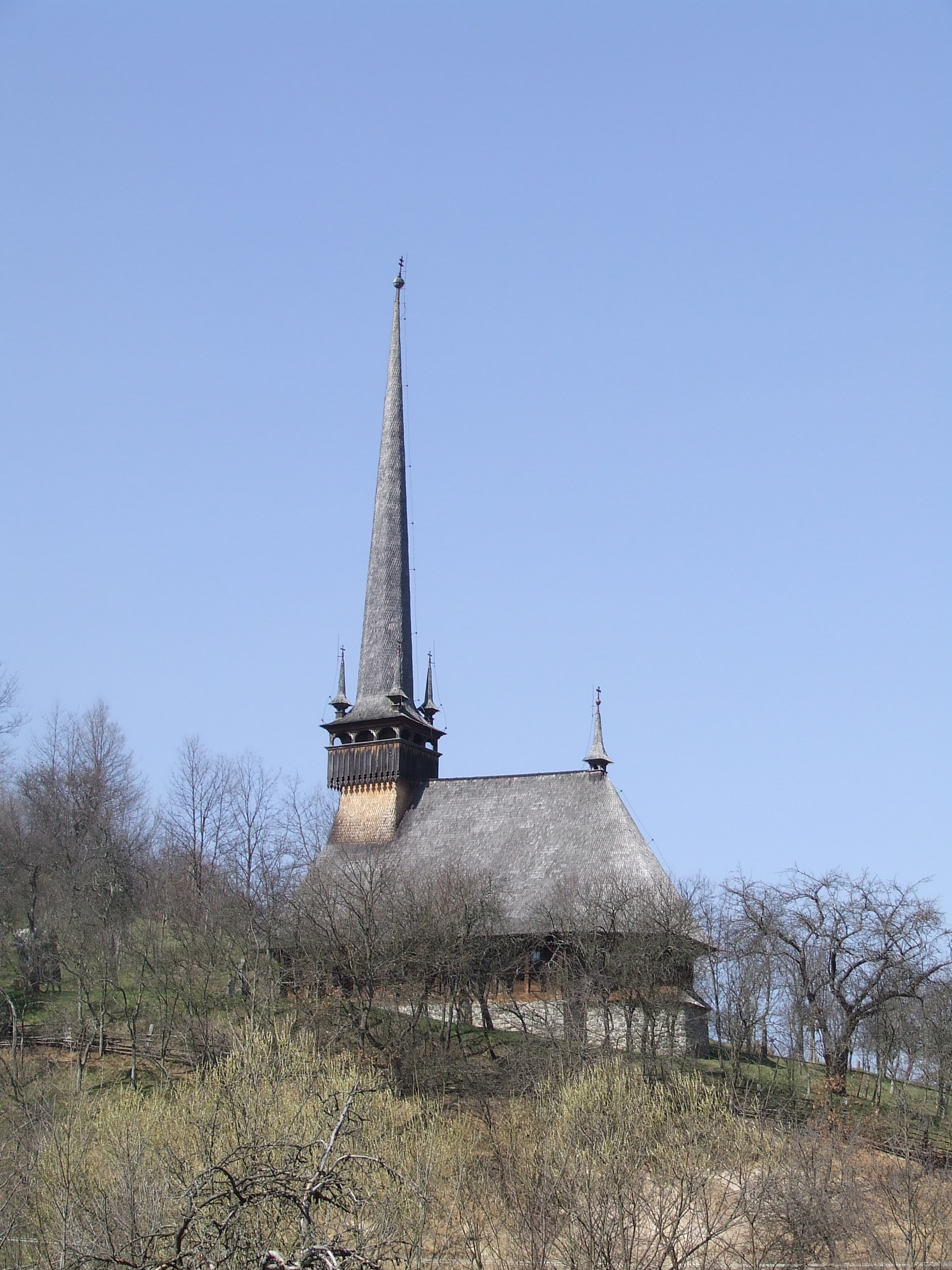

下菲爾杜鄉（羅馬尼亞語：Comuna Fildu de Jos, Sălaj），是羅馬尼亞的鄉份，位於該國西北部，由瑟拉日縣負責管轄，面積63平方公里，海拔高度387米，2007年人口1,353，人口密度每平方公里22人。